# Лувийские иероглифы
Лувийские иероглифы — самобытная письменность, распространённая в Хеттском царстве. Известна под названием «хеттские иероглифы» (по названию царства), «лувийские иероглифы» (по названию языка, который они передавали) или «анатолийские иероглифы» (по месту нахождения). Хотя знаки имеют рисуночный вид, письменность в своей основе является не идеографической, а слоговой. По происхождению письменность не имеет ничего общего с письменностями соседних регионов.

## История
По времени возникновения лувийские иероглифы являются более поздними, чем хеттская клинопись (адаптированная форма аккадской клинописи), и постепенно вытеснили последнюю.

Географическое распространение лувийских иероглифов. Области, где было сделано большинство находок, заштрихованы.

Наиболее ранние примеры встречаются на личных печатях и очень кратки: надписи содержат только имена, титулы и магические знаки. Довольно длинные тексты обнаружены на монументальных надписях на камне, несколько документов сохранились на свинцовых полосках.
Первые монументальные надписи относятся к позднему бронзовому веку, примерно XIV—XIII вв. до н. э. В течение следующих двух веков лувийские иероглифы засвидетельствованы лишь очень редкими находками, после чего в слоях с X по VIII вв. до н. э. они вновь представлены в большом количестве. Примерно в начале VII в. до н. э. они исчезают окончательно, вытесненные малоазийскими алфавитами.

## Язык
Очевидно, письменность была разработана и приспособлена специально для лувийского языка, а не заимствована извне (об этом говорит, в частности, отсутствие слогов с гласным -е-). Текстов, записанных данным письмом на других языках, не обнаружено, хотя в текстах и встречаются иноязычные вкрапления — хурритские имена богов или глоссы из урартского языка (пример:  á — ḫá+ra — ku =
 aqarqi или  tu — ru — za =  ṭerusi, две единицы измерений).

## Типология
Как и египетские иероглифы, лувийские состоят из звуковых (открытослоговых, несколько двусложных) и логографических знаков. По поводу чтения большинства слоговых знаков до сих пор имеются сомнения, с какой гласной их читать — а или i.
Слова могли записываться логограммами, фонетически или смешанным способом (то есть логограмма + фонетический компонент), перед словами мог ставиться детерминатив (знак, определяющий, к какому классу относится слово).
В отличие от египетских, строки лувийских иероглифов писались попеременно слева направо, затем справа налево (такое направление письма греки называли бустрофедон, буквально «по ходу вола» (пашущего поле).
Некоторые знаки Фестского диска напоминают лувийские иероглифы (на этом основании В. Георгиев пытался прочитать Фестский диск), однако в целом это различные, не связанные друг с другом письменности.

## Дешифровка

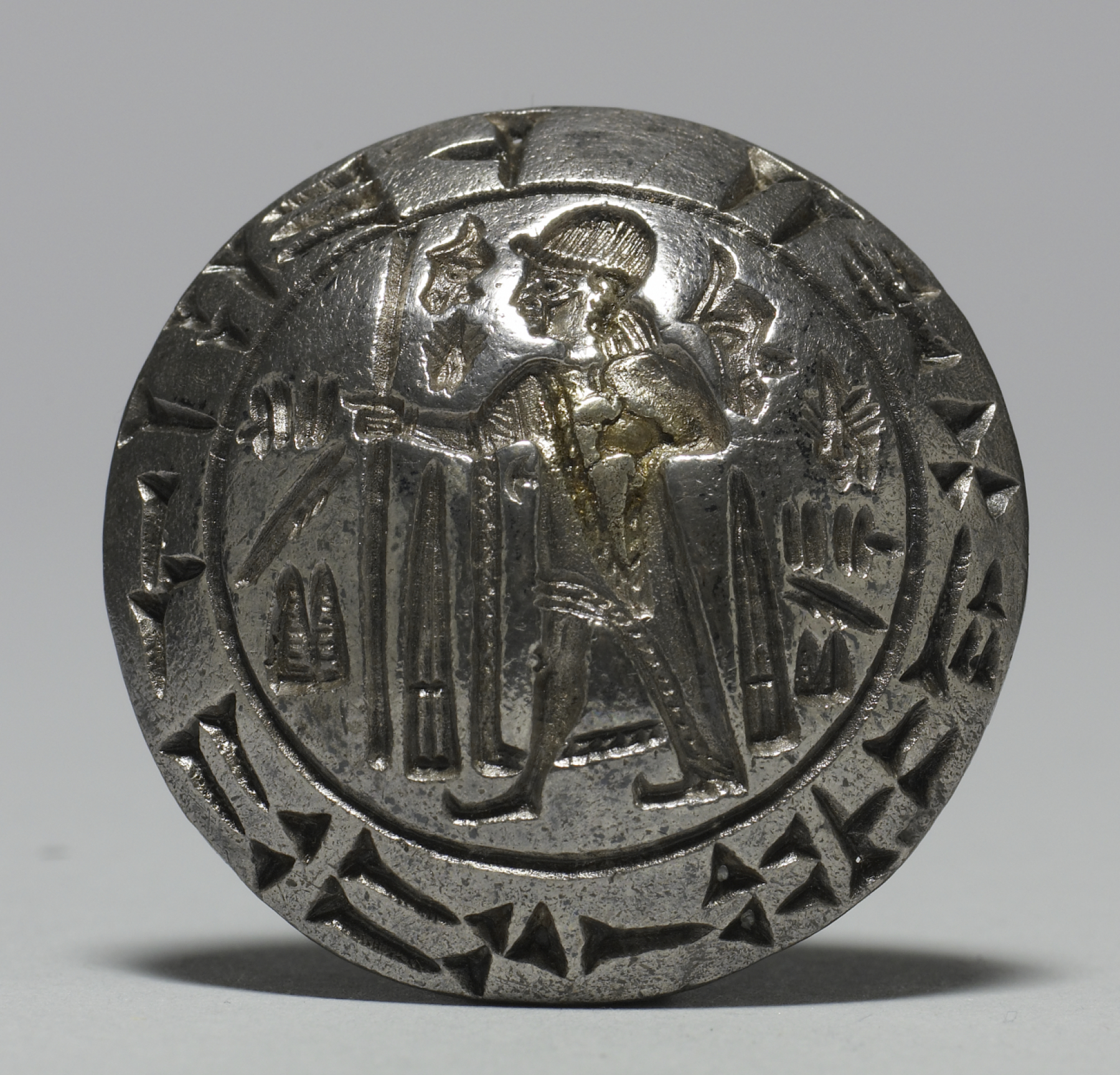
Хеттские иероглифы окружают фигуру в царском одеянии. Надпись, повторяется клинописью вокруг обода, называя владельца печати: хеттского правителя Таркуммувы. Этот знаменитый артефакт дал ключ к дальнейшей дешифровке лувийской клинописи

Первые шаги в дешифровке сделали Арчибальд Сейс, Бедржих Грозный, Йоганнес Фридрих, Игнас Гельб, Эмиль Форрер, которым удалось установить чтение в общей сложности нескольких десятков знаков. Хельмут Теодор Боссерт открыл ряд двуязычных надписей, сделавших возможной достоверную расшифровку иероглифов.
Большую часть знаков дешифровал Эмманюэль Ларош в 1960 году. В 1973 году Дэвид Хокинс, Анна Морпурго Дэвис и Гюнтер Нойман установили, что язык надписей был лувийским, а не хеттским, при этом они исправили часть ошибочных чтений знаков, например, для знаков *376 и *377 вместо i, ī были предложены чтения zi, za.